# Mostove, Tokmak
Mostove (în ucraineană Мостове, în germană Tiegerweide) este un sat în comuna Novomîkolaiivka din raionul Tokmak, regiunea Zaporijjea, Ucraina. Satul a fost locuit de germanii pontici.   

## Demografie
Componența lingvistică a localității Mostove
     Ucraineană (82,02%)
     Rusă (14,04%)
     Română (3,37%)
     Alte limbi (0,57%)
Conform recensământului din 2001, majoritatea populației localității Mostove era vorbitoare de ucraineană (82,02%), existând în minoritate și vorbitori de rusă (14,04%) și română (3,37%).